# 劇団ふぁんハウス
劇団ふぁんハウスは日本の劇団。
1998年12月、視覚に障害のある仲間たちとともに、「熱意とやる気で本物の芝居を作ろう！」という趣旨のもと、平野恒雄によって設立。
障害者・健常者の垣根なく「本物の芝居」を追求している。
年に1～2回の公演を行っており、会場へ足を運ぶ方の為に、ガイドヘルプや音声ガイドといったサービスも充実。本当の意味でのバリアフリー劇団である。
- 活動拠点：東京都港区・板橋区
- 作・演出 平野恒雄

（出典：劇団ふぁんハウス）

## 主なメンバー
- 平野恒雄（団長）
- 鈴木千秋
- ますだゆみ
- 橘田拓哉
- 福岡美佳
- 小池陽子
- 鈴木美千代
- 永井良則
- 須藤あゆみ
- 岡本あざみ
- アマティアズ（音楽担当・ピアノ）
- 株竹大智（音楽担当・ヴァイオリン）

## 過去の公演（作・演出　平野恒雄）
- 第01回公演 「風に吹かれて」1997年7月10日 日本橋社会教育会館
- 第02回公演 「風に吹かれて」1999年9月19日 赤坂区民センター
- 第03回公演 「カーテンコール」2000年7月22、23日 日本橋社会教育会館
- 第04回公演 「すぽっとらいと」2001年5月12、13日 板橋区立文化会館
- 第05回公演 「すぽっとらいと in 蒲郡」2001年8月19日 愛知県蒲郡市民会館大ホール
- 第06回公演 「セカンドステージ」2002年5月11、12日 板橋区立文化会館
- 第07回公演 「人生芸夢 ～夢のとおり道～」2003年3月21、22日 板橋区立文化会館
- 第08回公演 「風に吹かれてフォエバー」2004年1月17、18日 板橋区立文化会館
- 第09回公演 「ざ・クリーンキーパー」2004年9月25、26日 北区赤羽会館
- 第10回公演 「新・カーテンコール」2005年5月28、29日 赤坂区民センター
- 第11回公演 「Dream Theater ～夢の階段を登るとき～」2006年1月7、8日 板橋区立文化会館
- 第12回公演 「すぽっとらいと」2006年9月2、3日 赤坂区民センター
- 第13回公演 「夏の夜空へ」2007年5月12、13日 赤坂区民センター
- 第14回公演 「セカンドステージ」2007年12月15、16日 板橋区立文化会館
- 第15回公演 「夢めぐり」」2008年7月11～13日 赤坂区民センター
- 第16回公演 「夢めぐり八王子公演」2008年12月4日 八王子市芸術文化会館いちょうホール
- 第17回公演 「人生芸夢～私の青空～」2009年7月3、4日 赤坂区民センター
- 第18回公演 「人生芸夢～私の青空～ in 板橋」2010年2月11日 板橋区立文化会館
- 第19回公演 「ざ・クリーンキーパー」2010年7月2日～4日 赤坂区民センター
- 「エンターテイメントライブショー」2011年2月5日 北とぴあ　ペガサスホール
- 第20回公演 「門出食堂」2011年7月22日～24日 赤坂区民センター
- 第21回公演 「門出食堂 in 板橋」2012年1月15日 板橋区立文化会館
- 第22回公演 「夏の夜空へ」2012年7月20日～22日 赤坂区民センター
- 第23回公演 「夏の夜空へ in 板橋」2013年1月6日 板橋区立文化会館
- 第24回公演 「ありがとう、お父さん」2013年7月19日～21日 麻布区民センター
- 第25回公演 「ありがとう、お父さん in 板橋」2014年1月18日 板橋区立文化会館
- 第26回公演 「夢のカーテンコール」2014年7月25日～27日 赤坂区民センター
- 第27回公演 「夢のカーテンコール in 板橋」2015年2月11日 板橋区立文化会館
- 第28回公演 「ようこそ！これからの青春」2015年5月29日～31日 赤坂区民センター
- 第29回公演 「ようこそ！これからの青春 in 板橋」2016年1月23日 板橋区立文化会館
- 第30回公演 「すぽっとらいと」2016年6月17日～6月19日 赤坂区民センター
- 第31回公演 「すぽっとらいと in 板橋」2017年1月28日 板橋区立文化会館
- 第32回公演「ふきのとう物語」2017年8月10日~12日　赤坂区民センター
- 第33回公演「ふきのとう物語in板橋」2018年1月10日　板橋区立文化会館
- 第34回公演「夢めぐり」2018年８月　麻布区民センター
- 第35回公演「夢めぐりin板橋」2019年1月5日　板橋区立文化会館
- 第36回公演「明日への旅路」2019年7月27日~28日　赤坂区民センター
- 第37回公演「明日への旅路板橋公演」2020年2月8日~9日　板橋区立文化会館 小ホール
- 第38回公演「ざ・クリーンキーパー」2021年1月30日~31日　赤坂区民センター
- 第39回公演「ざ・クリーンキーパー板橋公演」2021年7月16日~17日　板橋区立文化会館
- 第40回公演「久美・美容室物語」2022年2月12日　赤坂区民センター
- 第41回公演「久美・美容室物語板橋公演」2022年10月20日~21日　板橋区立文化会館
- 第42回公演「人生芸夢～夢のとおり道～」2023年2月25日~26日　赤坂区民センター
- 第43回公演「人生芸夢～夢のとおり道～板橋公演」2023年7月15日~16日　板橋区立文化会館
- 第44回公演「ふたりのゆめ」2024年1月26日~27日　麻布区民ホール
- 第45回公演「ふたりのゆめ板橋公演」2024年7月20日~21日　板橋区立文化会館
- 劇団ふぁんハウスワークショップ発表会 2024年12月28日　3E STUDIO Minami-Aoyama